# Aphantochilus cambridgei
Aphantochilus cambridgei is een spinnensoort in de taxonomische indeling van de krabspinnen (Thomisidae).
Het dier behoort tot het geslacht Aphantochilus. De wetenschappelijke naam van de soort werd voor het eerst geldig gepubliceerd in 1933 door Canals.